# Ivica Matijašić
 Ivica Matijašić (28 oktober 1940) is een Joegoslavisch voormalig voetballer. Hij speelde als aanvaller bij NK Vrbovsko, SC Telstar, Willem II, RBC Roosendaal en Stade Lavallois.

## Carrièreoverzicht
| Seizoen     | Club            | Competitie     | Wedstrijden | Doelpunten |
| ----------- | --------------- | -------------- | ----------- | ---------- |
| 1965-'66    | NK Vrbovsko     | Prva Liga      | ?           | ?          |
| 12/1966-'67 | SC Telstar      | Eredivisie     | ?           | 1          |
| 1967-12/'68 | Willem II       | Eredivisie     | ?           | ?          |
| 12/1968-'69 | RBC Roosendaal  | Eerste divisie | ?           | ?          |
| 1970-'71    | Stade Lavallois | Ligue 2        | 5           | 1          |